# Nati il 16 maggio
| Questa pagina contiene informazioni ricavate automaticamente dalle voci biografiche con l'ausilio del template Bio e di un bot. L'aggiornamento è periodico e automatico e ricostruisce completamente la pagina. Se manca una persona in questa lista, sei pregato di non aggiungerla, ma accertati piuttosto che la sua voce biografica contenga il template Bio e che i dati anagrafici siano correttamente compilati. Se il template Bio manca, inseriscilo tu stesso o, in alternativa, metti l'avviso {{tmp\|Bio}} che ne segnala la mancanza. Se i dati riportati sono sbagliati, correggi direttamente la voce biografica; le modifiche saranno visibili in questa lista entro pochi giorni. Per chiarimenti vedi il progetto biografie. La lista contiene solo le 1.108 persone che sono citate nell'enciclopedia e per le quali è stato implementato correttamente il template Bio. Pagina aggiornata al 9 ago 2025. |

## XV secolo(4)
- 1418 - Giovanni II di Cipro, re († 1458)
- 1455 - Wolfgang I di Oettingen, conte († 1522)
- 1483 - Luigi II di Montpensier, conte († 1501)
- 1490 - Alberto I di Prussia, nobile prussiano († 1568)

## XVI secolo(6)
- 1513 - Anton Francesco Doni, letterato, editore e traduttore italiano († 1574)
- 1516 - Guglielmo Grataroli, medico e filosofo italiano († 1568)
- 1540 - Pasquale Baylón, religioso e mistico spagnolo († 1592)
- 1559 - Domenico di Gesù Maria, presbitero spagnolo († 1630)
- 1585 - Katakura Shigenaga, militare giapponese († 1659)
- 1590 - Eva Cristina di Württemberg, nobile tedesca († 1657)

## XVII secolo(13)
- 1605 - Federico Ubaldo della Rovere, duca († 1623)
- 1609 - Ferdinando d'Asburgo, cardinale, arcivescovo cattolico e generale spagnolo († 1641)
- 1626 - Francesco Buonvisi, cardinale e arcivescovo cattolico italiano († 1700)
- 1627 - Willem van Aelst, pittore olandese
- 1627 - Rodolfo Augusto di Brunswick-Lüneburg, duca tedesco († 1704)
- 1633 - Domenico Federici, diplomatico e letterato italiano († 1720)
- 1639 - Giovanni Andrea Carlone, pittore italiano († 1697)
- 1639 - Pietro degli Antoni, compositore e musicista italiano († 1720)
- 1667 - Germain Boffrand, architetto francese († 1754)
- 1673 - Charles du Plessis d'Argentré, vescovo cattolico francese († 1740)
- 1681 - Juan Francisco de Güemes y Horcasitas, generale spagnolo († 1766)
- 1692 - Dolly Pentreath, britannica († 1777)
- 1696 - Francesca Cristina del Palatinato-Sulzbach, badessa († 1776)

## XVIII secolo(29)
- 1708 - James Drummond, III conte di Melfort, nobile scozzese († 1766)
- 1710 - Lorenzo Peracino, pittore italiano († 1789)
- 1718 - Maria Gaetana Agnesi, matematica, filosofa e teologa italiana († 1799)
- 1723 - Carlo Luigi di Anhalt-Bernburg-Schaumburg-Hoym, principe tedesco († 1806)
- 1728 - Louis-Simon Lempereur, incisore francese († 1807)
- 1728 - Johann Andreas Stein, artigiano tedesco († 1792)
- 1737 - Thomas Johann Kaspar von Thun und Hohenstein, vescovo cattolico tedesco († 1796)
- 1739 - Henry Howard, XII conte di Suffolk, nobile e politico inglese († 1779)
- 1755 - Johann Georg Schütz, pittore, incisore e disegnatore tedesco († 1813)
- 1756 - Antonio Leonardis, vescovo cattolico italiano († 1830)
- 1760 - Giuseppe del Rosso, architetto italiano († 1831)
- 1761 - John Opie, pittore inglese († 1807)
- 1762 - Domenico Costantino di Löwenstein-Wertheim-Rochefort, principe tedesco († 1814)
- 1763 - Louis Nicolas Vauquelin, chimico e farmacista francese († 1829)
- 1765 - Giovanni Antonio Benvenuti, cardinale e vescovo cattolico italiano († 1838)
- 1771 - Agostino Chigi Albani della Rovere, V principe di Farnese, principe italiano († 1855)
- 1774 - Pasquale Poccianti, architetto italiano († 1858)
- 1776 - Luigi Lambruschini, cardinale, arcivescovo cattolico e politico italiano († 1854)
- 1781 - Charles-Marie Bouton, pittore francese († 1853)
- 1784 - Giuseppe Menghetti, fantino italiano († 1806)
- 1788 - Francesco Iavarone, vescovo cattolico, teologo e archeologo italiano († 1854)
- 1788 - Friedrich Rückert, poeta tedesco († 1866)
- 1792 - Fryderyk Buchholtz, artigiano polacco († 1837)
- 1793 - Rosmunda Pisaroni, contralto italiano († 1872)
- 1797 - Francesco Antonio Broccu, inventore e artigiano italiano († 1882)
- 1798 - Giovanni Nigra, banchiere, politico e nobile italiano († 1865)
- 1798 - Giulio Sarti, ingegnere italiano († 1866)
- 1799 - Ebenezer Emmons, geologo e botanico statunitense († 1863)
- 1799 - Michele de Gemmis, magistrato e scrittore italiano († 1871)

## XIX secolo(153)
- 1801 - William H. Seward, politico statunitense († 1872)
- 1802 - Gaetano Nava, compositore italiano († 1875)
- 1803 - Napoleone Luciano Carlo Murat, nobile e politico francese († 1878)
- 1804 - Elizabeth Peabody, educatrice e scrittrice statunitense († 1894)
- 1804 - Aurelio Saliceti, politico e patriota italiano († 1862)
- 1805 - Alexander Burnes, esploratore, scrittore e militare scozzese († 1841)
- 1808 - Angelo Grossi, medico, rivoluzionario e politico italiano († 1887)
- 1808 - Karl Eduard von Liphart, collezionista d'arte e storico dell'arte russo († 1891)
- 1809 - Juan González de la Pezuela y Ceballos, nobile, politico e scrittore spagnolo († 1906)
- 1811 - Pietro Salis, politico italiano († 1901)
- 1812 - Dominique Dupuy, botanico e zoologo francese († 1885)
- 1813 - Domenico Bartolini, cardinale e storico italiano († 1887)
- 1814 - Cornelis Nagtglas, politico olandese († 1897)
- 1815 - Charles Manners, VI duca di Rutland, politico britannico († 1888)
- 1816 - Ján Országh, presbitero e attivista slovacco († 1888)
- 1817 - Mykola Ivanovyč Kostomarov, storico e scrittore ucraino († 1885)
- 1818 - Carlo Faraldo, prefetto e politico italiano († 1897)
- 1819 - Johann Voldemar Jannsen, giornalista e poeta estone († 1890)
- 1819 - Emily Petty-FitzMaurice, marchesa di Lansdowne, nobile britannica († 1895)
- 1821 - Pafnutij L'vovič Čebyšëv, matematico e statistico russo († 1894)
- 1821 - Charles Gabet, drammaturgo e librettista francese († 1903)
- 1823 - Heymann Steinthal, filologo e filosofo tedesco († 1899)
- 1824 - Antonio Della Lucia, presbitero italiano († 1906)
- 1824 - Levi P. Morton, politico e diplomatico statunitense († 1920)
- 1824 - Milivoje Petrović Blaznavac, militare e politico serbo († 1873)
- 1824 - Edmund Kirby Smith, generale statunitense († 1893)
- 1825 - Maria Angela Truszkowska, religiosa polacca († 1899)
- 1826 - John Esmonde, X baronetto, politico irlandese († 1876)
- 1827 - Pierre Cuypers, architetto olandese († 1921)
- 1827 - Carlotta Maironi da Ponte, soprano italiano († 1873)
- 1830 - Antonin Doussot, religioso francese († 1904)
- 1830 - David Edward Hughes, inventore britannico († 1900)
- 1832 - Philip Danforth Armour, imprenditore statunitense († 1901)
- 1834 - Alessandro Martini, imprenditore italiano († 1905)
- 1834 - Leonardo Perosa, bibliotecario e critico letterario italiano († 1904)
- 1834 - Maria Teresa de Soubiran La Louvière, religiosa francese († 1889)
- 1836 - Nicola Guerrazzi, patriota e militare italiano († 1912)
- 1837 - William B. Strong, imprenditore statunitense († 1914)
- 1839 - Edward Stanley, IV barone di Alderley, nobile e politico inglese († 1925)
- 1841 - René Panhard, ingegnere e pilota automobilistico francese († 1908)
- 1841 - Grazia Pierantoni Mancini, poetessa e scrittrice italiana († 1915)
- 1843 - Giuseppe Caprin, scrittore italiano († 1904)
- 1843 - Robert Wynn Carrington, I marchese di Lincolnshire, politico britannico († 1928)
- 1844 - John Hare, attore e direttore teatrale inglese († 1921)
- 1845 - Il'ja Il'ič Mečnikov, biologo e immunologo ucraino († 1916)
- 1846 - Henry John Elwes, botanico, naturalista e entomologo inglese († 1922)
- 1847 - Ivan Vladimirovič Cvetaev, storico russo († 1913)
- 1847 - William Warde Fowler, storico e ornitologo britannico († 1921)
- 1849 - Victor Bruce, IX conte di Elgin, nobile e politico scozzese († 1917)
- 1850 - Ida Baccini, giornalista e scrittrice italiana († 1911)
- 1850 - Johannes von Mikulicz-Radecki, chirurgo austriaco († 1905)
- 1851 - Johann Baptist von Anzer, vescovo cattolico e missionario tedesco († 1903)
- 1853 - Guillaume Dubufe, pittore francese († 1909)
- 1854 - Andrew H. Longino, politico statunitense († 1942)
- 1855 - Lodovico Zdekauer, archivista, giurista e storico ceco († 1924)
- 1856 - Charles Melville Hays, imprenditore statunitense († 1912)
- 1857 - Luigi De Marchi, geografo, geologo e bibliotecario italiano († 1936)
- 1858 - Natal'ja Fëdorovna Vonljarljarskaja, nobildonna russa († 1921)
- 1860 - Dürriaden Kadın, ottomana († 1909)
- 1861 - Henry Howard Holmes, truffatore e serial killer statunitense († 1896)
- 1861 - Émile Sacré, velista francese († 1933)
- 1862 - Bonaventura Bassegoda i Amigó, scrittore e architetto spagnolo († 1940)
- 1862 - Margaret Fountaine, entomologa inglese († 1940)
- 1864 - Antonio Gamberi, poeta e scrittore italiano († 1953)
- 1865 - Julien Leclercq, poeta, scrittore e critico d'arte francese († 1901)
- 1866 - Attilio Piccirilli, scultore italiano († 1945)
- 1866 - Fortunat Strowski, storico, saggista e critico letterario francese († 1952)
- 1867 - Anna Alma-Tadema, pittrice britannica († 1943)
- 1868 - Cesare Aimonetti, topografo e geodeta italiano († 1950)
- 1868 - Luigi Petrassi, pittore italiano († 1948)
- 1869 - Albert Cuny, linguista francese († 1947)
- 1869 - William Hutchinson, attore scozzese († 1918)
- 1870 - Girolamo Brandolini, militare e politico italiano († 1935)
- 1870 - Karel Boromejský Kašpar, cardinale e arcivescovo cattolico ceco († 1941)
- 1872 - Bernhard Pankok, architetto, designer e pittore tedesco († 1943)
- 1872 - Vito Mario Stampacchia, politico italiano († 1959)
- 1873 - Agostino Mattoli II, politico italiano († 1929)
- 1874 - Amedeo Guillet, militare e politico italiano († 1939)
- 1874 - Norbert Kovács, compositore di scacchi ungherese († 1946)
- 1874 - Eugène Osty, medico e parapsicologo francese († 1938)
- 1874 - Frances Rivett-Carnac, velista britannica († 1962)
- 1875 - John Francis Skjellerup, astronomo australiano († 1952)
- 1876 - Mykola Konrad, presbitero ucraino († 1941)
- 1877 - Bernard Spilsbury, patologo britannico († 1947)
- 1877 - Pierre Verdé-Delisle, tennista francese († 1960)
- 1878 - Gino Di Caporiacco, politico italiano († 1933)
- 1878 - Taylor Holmes, attore statunitense († 1959)
- 1878 - Pál Koppán, velocista e triplista ungherese († 1951)
- 1879 - Pierre Gilliard, docente svizzero († 1962)
- 1879 - Pietro Marussig, pittore italiano († 1937)
- 1879 - Poldowski, compositrice e pianista britannica († 1932)
- 1882 - Mary Gordon, attrice scozzese († 1963)
- 1882 - Aidan McQueen, calciatore inglese († 1965)
- 1882 - Anne O'Hare McCormick, giornalista statunitense († 1954)
- 1882 - Sim Price, golfista statunitense († 1945)
- 1882 - Constantin Vasiliu, militare e politico romeno († 1946)
- 1882 - Elin Wägner, scrittrice e giornalista svedese († 1949)
- 1883 - Celâl Bayar, politico turco († 1986)
- 1883 - Arthur Findlay, saggista e magistrato britannico († 1964)
- 1884 - Ferdinand von Bredow, generale tedesco († 1934)
- 1884 - José Buruca, calciatore argentino († 1957)
- 1884 - Oberdan Vigna, politico italiano († 1966)
- 1885 - Aage Berntsen, schermidore danese († 1952)
- 1885 - Gino Sirola, politico italiano († 1945)
- 1885 - Giuseppe Tommasi, chimico italiano († 1944)
- 1886 - Ernest Burgess, sociologo canadese († 1966)
- 1886 - Berthe Bénichou-Aboulker, scrittrice, drammaturga e poetessa algerina († 1942)
- 1886 - Vladislav Chodasevič, poeta e critico letterario russo († 1939)
- 1887 - Ambrogio Fossati, scultore e ebanista italiano († 1957)
- 1887 - Luigi Montagna, wrestler, pugile e attore italiano († 1950)
- 1887 - Igor' Severjanin, poeta russo († 1941)
- 1887 - Laura Wheeler Waring, pittrice, illustratrice e educatrice statunitense († 1948)
- 1888 - Rinčingijn Ėlbėgdorž, rivoluzionario e politico mongolo († 1938)
- 1891 - Adolf Ritter von Tutschek, militare e aviatore tedesco († 1918)
- 1891 - Maria Ros, soprano spagnolo († 1970)
- 1891 - Richard Tauber, tenore austriaco († 1948)
- 1892 - Richard Byrd, discobolo, altista e lunghista statunitense († 1958)
- 1892 - Manton S. Eddy, generale statunitense († 1962)
- 1892 - Osgood Perkins, attore statunitense († 1937)
- 1892 - Dietrich von Saucken, generale tedesco († 1980)
- 1892 - Giovanni Tiella, architetto italiano († 1961)
- 1893 - Tauno Ilmoniemi, ginnasta finlandese († 1934)
- 1893 - Paul van Kempen, direttore d'orchestra e violinista olandese († 1955)
- 1893 - Isolda Menges, violinista britannica († 1976)
- 1893 - Paul Pisk, compositore e musicologo austriaco († 1990)
- 1893 - Rinaldo Spinelli, ciclista su strada italiano
- 1894 - Hermann Muhs, politico tedesco († 1962)
- 1894 - Joan Salvat Papasseit, poeta spagnolo († 1924)
- 1895 - Hermann Walter Gotthold Frenzel, medico e docente tedesco († 1967)
- 1895 - Pёtr Kirillov, attore e regista sovietico († 1942)
- 1895 - Mark-Lee Kirk, scenografo statunitense († 1969)
- 1895 - Larry Nuesslein, tiratore a segno statunitense († 1971)
- 1895 - Stan Seymour, calciatore, allenatore di calcio e dirigente sportivo inglese († 1978)
- 1896 - Hu Zongnan, generale cinese († 1962)
- 1896 - Gilda Langer, attrice tedesca († 1920)
- 1896 - Bruno Mello, pittore e scenografo italiano († 1976)
- 1897 - Émile Hamilius, politico e calciatore lussemburghese († 1971)
- 1897 - Margherita Kaiser Parodi, infermiera italiana († 1918)
- 1897 - Romeo Sartori, militare e aviatore italiano († 1933)
- 1898 - Jean Fautrier, pittore e scultore francese († 1964)
- 1898 - Giovanni della Vergine del Castellar, religioso spagnolo († 1936)
- 1898 - Marcel Griaule, etnologo francese († 1956)
- 1898 - Lou Hudson, hockeista su ghiaccio canadese († 1975)
- 1898 - Massimo Invrea, militare e politico italiano († 1976)
- 1898 - Desanka Maksimović, poetessa serba († 1993)
- 1898 - Kenji Mizoguchi, regista giapponese († 1956)
- 1898 - Guido Rampini, militare e partigiano italiano († 1945)
- 1899 - Alfred Fabre-Luce, giornalista e scrittore francese († 1983)
- 1899 - Luigi Fenaroli, agronomo italiano († 1980)
- 1899 - Apel·les Fenosa, scultore spagnolo († 1988)
- 1899 - Takeichi Harada, tennista giapponese († 1978)
- 1900 - Juan Félix Sánchez, artista e artigiano venezuelano († 1997)
- 1900 - Róbert Winkler, allenatore di calcio e calciatore ungherese († 1971)

## XX secolo(870)
- 1901 - Angelo Boselli, calciatore italiano († 1977)
- 1901 - Alberto Gaviorno, calciatore italiano († 1966)
- 1901 - Nikolaj Grigor'evič Ignatov, politico sovietico († 1966)
- 1901 - Štěpán Matěj, calciatore cecoslovacco († 1974)
- 1901 - Álvaro Ribeiro, atleta brasiliano († 1979)
- 1901 - Hermanis Saltups, calciatore lettone († 1968)
- 1901 - Sven Utterström, fondista svedese († 1979)
- 1901 - Konrad Wachsmann, architetto tedesco († 1980)
- 1902 - Carles Fages de Climent, scrittore spagnolo († 1968)
- 1902 - Jan Kiepura, tenore e attore polacco († 1966)
- 1903 - Ugo La Malfa, politico italiano († 1979)
- 1903 - Luigi Mastrogiacomo, antifascista italiano († 1944)
- 1903 - Eitel Monaco, avvocato, dirigente pubblico e produttore cinematografico italiano († 1989)
- 1903 - Adamo Roggia, calciatore italiano
- 1904 - Félix Morlion, presbitero belga († 1987)
- 1904 - Hugh Plaxton, hockeista su ghiaccio canadese († 1982)
- 1904 - Bruno Sorich, canottiere italiano († 1942)
- 1905 - Libero Bigiaretti, poeta, scrittore e traduttore italiano († 1993)
- 1905 - Ken Doherty, multiplista statunitense († 1996)
- 1905 - Henry Fonda, attore statunitense († 1982)
- 1905 - Werner Kümmel, biblista tedesco († 1995)
- 1906 - Nikolaj Nikolaevič Berezov, ballerino e coreografo russo († 1996)
- 1906 - Arturo Uslar Pietri, scrittore, politico e diplomatico venezuelano († 2001)
- 1906 - Margret Rey, scrittrice e illustratrice statunitense († 1996)
- 1907 - Paolo Braccini, partigiano e antifascista italiano († 1944)
- 1907 - Frank Fisher, hockeista su ghiaccio canadese († 1983)
- 1907 - Lauri Koskela, lottatore finlandese († 1944)
- 1907 - Antonín Puč, calciatore cecoslovacco († 1988)
- 1907 - Bob Tisdall, ostacolista e multiplista irlandese († 2004)
- 1908 - Anne Bonnet, pittrice belga († 1960)
- 1908 - Stefano Gallio, calciatore italiano
- 1908 - Ana Carmona Ruíz, calciatrice spagnola († 1940)
- 1909 - Yehiel De-Nur, scrittore polacco († 2001)
- 1909 - František Kožík, scrittore ceco († 1997)
- 1909 - Giordano Picciga, calciatore italiano († 1969)
- 1909 - Margaret Sullavan, attrice statunitense († 1960)
- 1909 - Gigi Villoresi, pilota automobilistico italiano († 1997)
- 1910 - Ol'ga Fëdorovna Berggol'c, poetessa sovietica († 1975)
- 1910 - Umberto De Angelis, calciatore italiano († 2001)
- 1910 - Giacomo Soleri, filosofo e teologo italiano († 1963)
- 1910 - Ernst van Aaken, medico e allenatore di atletica leggera tedesco († 1984)
- 1911 - Zoe Fontana, stilista e imprenditrice italiana († 1979)
- 1911 - Tunku Kurshiah, sovrana malese († 1999)
- 1911 - Giovanni Varglien, calciatore e allenatore di calcio italiano († 1990)
- 1912 - Alfred Aston, allenatore di calcio e calciatore francese († 2003)
- 1912 - Giorgio Bernardi, arbitro di calcio italiano († 1988)
- 1912 - William Ludwig, sceneggiatore statunitense († 1999)
- 1913 - Gheorghe Apostol, politico rumeno († 2010)
- 1913 - Sebastiano Baggio, cardinale e arcivescovo cattolico italiano († 1993)
- 1913 - Gino Favini, calciatore italiano
- 1913 - Woody Herman, clarinettista, sassofonista e cantante statunitense († 1987)
- 1914 - Antonio Guarino, giurista e politico italiano († 2014)
- 1914 - Edward T. Hall, antropologo statunitense († 2009)
- 1914 - Giuseppe Solaro, politico e militare italiano († 1945)
- 1914 - Bruno Tasso, curatore editoriale, giornalista e traduttore italiano († 1962)
- 1914 - Franco Venturi, storico italiano († 1994)
- 1915 - Ebe De Paulis, cantante e attrice italiana († 1971)
- 1915 - Mario Monicelli, regista, sceneggiatore e scrittore italiano († 2010)
- 1916 - John White, canottiere statunitense († 1997)
- 1916 - Ephraim Katzir, biofisico israeliano († 2009)
- 1917 - George Gaynes, attore e produttore cinematografico finlandese († 2016)
- 1917 - Juan Rulfo, scrittore, sceneggiatore e fotografo messicano († 1986)
- 1917 - Vera Rózsa, cantante ungherese († 2010)
- 1918 - Barry Atwater, attore statunitense († 1978)
- 1918 - Pierina Bonilauri, partigiana italiana († 2011)
- 1918 - Johannes Cremerius, psichiatra e psicoanalista tedesco († 2002)
- 1918 - August Ibach, calciatore svizzero († 1988)
- 1918 - Valentin Kitaev, pallavolista sovietico († 1991)
- 1918 - Wilf Mannion, calciatore inglese († 2000)
- 1918 - Silvano Panunzio, filosofo, poeta e scrittore italiano († 2010)
- 1918 - Giuseppe Saccone, calciatore e pittore italiano († 2001)
- 1918 - Luigi Sbaiz, militare italiano († 1945)
- 1919 - Francesco Arina, politico italiano († 2006)
- 1919 - Tino Ausenda, ciclista su strada italiano († 1976)
- 1919 - Liberace, attore, pianista e personaggio televisivo statunitense († 1987)
- 1919 - Richard Mason, scrittore, produttore cinematografico e regista inglese († 1997)
- 1919 - John Arthur Thomas Robinson, teologo inglese († 1983)
- 1919 - Gisela Uhlen, attrice tedesca († 2007)
- 1920 - Martine Carol, attrice francese († 1967)
- 1920 - Harold Hull, cestista statunitense († 1988)
- 1920 - Hal Hutcheson, cestista e allenatore di pallacanestro statunitense († 1991)
- 1920 - Arnie Johnson, cestista statunitense († 2000)
- 1921 - Dominique Barthélemy, presbitero francese († 2002)
- 1921 - Ettore Bernabei, giornalista, dirigente d'azienda e produttore televisivo italiano († 2016)
- 1921 - Harry Carey Jr., attore statunitense († 2012)
- 1921 - Winnie Markus, attrice cecoslovacca († 2002)
- 1921 - Salvatore Miceli, politico italiano († 2006)
- 1921 - Cinzio Violante, storico italiano († 2001)
- 1922 - Madeleine Biardeau, indologa e storica delle religioni francese († 2010)
- 1922 - Alexander Colin Cole, genealogista inglese († 2001)
- 1922 - Uberto Revelli, partigiano italiano († 2006)
- 1922 - Lamberto Sechi, giornalista italiano († 2011)
- 1922 - Otmar Suitner, direttore d'orchestra e pianista austriaco († 2010)
- 1922 - Charlie Wayman, calciatore inglese († 2006)
- 1923 - Guido De Santi, ciclista su strada italiano († 1998)
- 1923 - Adalbert Dickhut, ginnasta tedesco († 1995)
- 1923 - Alba Finzi, educatrice, insegnante e scrittrice italiana († 2014)
- 1923 - Marco Antonio Mandruzzato, schermidore italiano († 1969)
- 1923 - Merton Miller, economista statunitense († 2000)
- 1923 - Gastone Velo, partigiano italiano († 1944)
- 1923 - Stanley Weston, cestista britannico († 2000)
- 1924 - Dawda Jawara, politico gambiano († 2019)
- 1924 - William Smith, nuotatore statunitense († 2013)
- 1924 - Domenico Tosi, calciatore italiano († 1979)
- 1925 - Pål Angell-Hansen, calciatore norvegese († 1990)
- 1925 - Luciano Maggini, ciclista su strada italiano († 2012)
- 1925 - Nílton Santos, calciatore brasiliano († 2013)
- 1925 - Ilona Novák, nuotatrice ungherese († 2019)
- 1925 - Nancy Roman, astronoma statunitense († 2018)
- 1925 - Bobbejaan Schoepen, cantante, chitarrista e compositore belga († 2010)
- 1925 - Leongino Unzain, calciatore e allenatore di calcio paraguaiano († 1990)
- 1925 - Enzio d'Antonio, arcivescovo cattolico italiano († 2019)
- 1926 - Basilio Catania, ingegnere italiano († 2010)
- 1926 - Joseph Churms, astronomo sudafricano († 1994)
- 1926 - Robert Jay Lifton, psichiatra statunitense
- 1926 - Necla Sultan, principessa ottomana († 2006)
- 1926 - Vlastimil Pokorný, calciatore cecoslovacco († 1997)
- 1926 - Alina Szapocznikow, scultrice polacca († 1973)
- 1926 - Peter Tantholdt, missionario, cestista e pallamanista danese († 2010)
- 1926 - Armand Van Wambeke, cestista belga († 2011)
- 1926 - Ján Zimmer, pianista e compositore slovacco († 1993)
- 1927 - Egidio Carenini, politico italiano († 2008)
- 1927 - Gino Donato, attore e doppiatore italiano († 2010)
- 1927 - Luciano Politano, arbitro di calcio italiano
- 1927 - Italo Tibaldi, italiano († 2010)
- 1927 - Boris Tokarev, velocista sovietico († 2002)
- 1928 - Billy Martin, giocatore di baseball statunitense († 1989)
- 1928 - Hans-Joachim Otto, dirigente sportivo tedesco († 2011)
- 1929 - Betty Carter, cantante statunitense († 1998)
- 1929 - John Conyers, politico e avvocato statunitense († 2019)
- 1929 - Lev Kaljaev, velocista sovietico († 1983)
- 1929 - Roy Martin, calciatore scozzese († 2024)
- 1929 - Adrienne Rich, poeta e saggista statunitense († 2012)
- 1929 - Alberto Terry, calciatore peruviano († 2006)
- 1929 - József Tóth, calciatore ungherese († 2017)
- 1929 - Masako Watanabe, fumettista giapponese
- 1930 - Gian Luigi Berti, politico e avvocato sammarinese († 2014)
- 1930 - Romano Bettarello, rugbista a 15 italiano († 2005)
- 1930 - Paolo Bozzi, psicologo, filosofo e musicista italiano († 2003)
- 1930 - Juan Calzadilla, poeta, pittore e critico d'arte venezuelano († 2025)
- 1930 - Carolyn Conwell, attrice statunitense († 2012)
- 1930 - Friedrich Gulda, pianista e compositore austriaco († 2000)
- 1931 - Frank Albanese, attore statunitense († 2015)
- 1931 - Vujadin Boškov, calciatore e allenatore di calcio jugoslavo († 2014)
- 1931 - Hana Brady, cecoslovacca († 1944)
- 1931 - Jack Dodson, attore statunitense († 1994)
- 1931 - Peter Levi, scrittore, archeologo e poeta inglese († 2000)
- 1931 - Donald Martino, compositore statunitense († 2005)
- 1931 - Wolfango Montanari, velocista italiano († 2021)
- 1931 - Alena Vrzáňová, pattinatrice artistica su ghiaccio cecoslovacca († 2015)
- 1931 - Lowell Weicker, politico statunitense († 2023)
- 1932 - Paolo Pesci, politico italiano
- 1933 - Irving Greenberg, rabbino, filosofo e educatore statunitense
- 1934 - Roy Patrick Kerr, matematico neozelandese
- 1934 - Kenneth Morgan, storico e scrittore gallese
- 1935 - Franco Bracardi, sceneggiatore, musicista e attore italiano († 2005)
- 1935 - Sebastiano Dho, vescovo cattolico italiano († 2021)
- 1935 - Yvon Douis, calciatore francese († 2021)
- 1935 - Giulia Lanciani, saggista e traduttrice italiana († 2018)
- 1935 - Stein Mehren, poeta e romanziere norvegese († 2017)
- 1935 - Milan Pančevski, politico jugoslavo († 2019)
- 1936 - Adriano Caprioli, vescovo cattolico italiano
- 1936 - Roy Hudd, attore e comico britannico († 2020)
- 1936 - Andrej Kvašňák, calciatore cecoslovacco († 2007)
- 1936 - Karl Lehmann, cardinale e vescovo cattolico tedesco († 2018)
- 1936 - Cicerone Manolache, allenatore di calcio e calciatore rumeno († 2024)
- 1936 - Paolo Marocchi, allenatore di calcio e calciatore italiano († 1998)
- 1936 - Dag Prawitz, matematico e filosofo svedese
- 1936 - Franco Quadri, saggista, traduttore e giornalista italiano († 2011)
- 1937 - Yvonne Craig, attrice e ballerina statunitense († 2015)
- 1937 - Salvatore Distaso, statistico e politico italiano († 2008)
- 1937 - Jim Hunt, politico statunitense
- 1937 - Jocelyn Lane, attrice e ex modella britannica
- 1937 - Antonio Rattín, politico, ex calciatore e allenatore di calcio argentino
- 1937 - Robert B. Wilson, economista statunitense
- 1938 - Michel Bedetti, attore, doppiatore e direttore del doppiaggio francese
- 1938 - Luciano Federici, calciatore italiano († 2020)
- 1938 - Paolo Fiorino, attore italiano
- 1938 - Monique Laederach, scrittrice svizzera († 2004)
- 1938 - Boris Mel'nikov, schermidore sovietico († 2022)
- 1938 - Enrico Micheli, economista, scrittore e politico italiano († 2011)
- 1938 - Emerson Moore, vescovo cattolico statunitense († 1995)
- 1938 - Girolamo Palermo, mafioso statunitense († 2014)
- 1938 - Johnny Rodz, ex wrestler statunitense
- 1938 - Ivan Sutherland, informatico statunitense
- 1939 - Antonio Coggio, compositore, arrangiatore e produttore discografico italiano († 2021)
- 1939 - Eugenio Dal Corso, cardinale e vescovo cattolico italiano († 2024)
- 1939 - Pietro Fongaro, tenore italiano († 2016)
- 1939 - Walter Messa, ex tuffatore italiano
- 1939 - Mario Mori, generale e prefetto italiano
- 1939 - Pascal Salin, economista francese
- 1939 - Mariotto Segni, politico e giurista italiano
- 1940 - Ernesto Colli, attore italiano († 1982)
- 1940 - Gert Dumbar, designer olandese
- 1940 - Johnny Rodríguez, ex cestista portoricano
- 1941 - Aldo Canti, attore e stuntman italiano († 1990)
- 1941 - Denis James Hart, arcivescovo cattolico australiano
- 1941 - Gianni Magni, attore, cantante e cabarettista italiano († 1992)
- 1941 - Peter Nicholas, imprenditore statunitense († 2022)
- 1941 - José Song Sui-Wan, vescovo cattolico cinese († 2012)
- 1942 - Francesco Cafarelli, politico italiano († 2017)
- 1942 - Ninni Carucci, cantautore, musicista e compositore italiano
- 1942 - Julio Gallardo, calciatore cileno († 1991)
- 1942 - George Murray, allenatore di calcio e ex calciatore scozzese
- 1942 - Evgenij Penjaev, ex canoista sovietico
- 1942 - Isao Sasaki, cantante, paroliere e compositore giapponese
- 1942 - Picha, regista e animatore belga
- 1943 - Donny Anderson, ex giocatore di football americano statunitense
- 1943 - Dan Coats, politico e ambasciatore statunitense
- 1943 - Karl Golser, vescovo cattolico italiano († 2016)
- 1943 - Daniela Igliozzi, attrice e doppiatrice italiana
- 1943 - Jon Jost, regista statunitense
- 1943 - Ove Kindvall, calciatore svedese († 2025)
- 1943 - Marko Kravos, poeta, scrittore e traduttore italiano
- 1944 - Billy Cobham, batterista, percussionista e compositore statunitense
- 1944 - Sandro Dossi, fumettista e grafico italiano
- 1944 - Antal Nagy, ex calciatore ungherese
- 1944 - Danny Trejo, attore statunitense
- 1944 - Jean-Claude Valla, giornalista e storico francese († 2010)
- 1945 - Rob Bron, pilota motociclistico olandese († 2009)
- 1945 - Nicky Chinn, produttore discografico e cantautore inglese
- 1945 - Pietro Gibellini, critico letterario e filologo italiano
- 1945 - Sylvester Levay, compositore e arrangiatore ungherese
- 1945 - Jim Moran, politico statunitense
- 1945 - Massimo Moratti, imprenditore e dirigente sportivo italiano
- 1945 - Carlos Osoro Sierra, cardinale e arcivescovo cattolico spagnolo
- 1945 - Brewster Shaw, ex astronauta statunitense
- 1945 - Bob Young, musicista britannico
- 1946 - Robert Fripp, chitarrista, polistrumentista e compositore britannico
- 1946 - Gytis Lukšas, regista lituano
- 1946 - Giovanni Mottola, giornalista e politico italiano
- 1946 - Bruno Piva, politico italiano
- 1946 - Darrell Sweet, batterista britannico († 1999)
- 1947 - Pietro Arca, politico italiano
- 1947 - Castro, ex calciatore spagnolo
- 1947 - Vladimir Ėštrekov, allenatore di calcio e ex calciatore sovietico
- 1947 - Buddy Roberts, wrestler statunitense († 2012)
- 1947 - François de Sarre, zoologo tedesco
- 1947 - Paolo Sinigaglia, imprenditore italiano († 2017)
- 1947 - Bill Smitrovich, attore statunitense
- 1947 - Jan Spitzer, attore, doppiatore e cantante tedesco († 2022)
- 1947 - Mats Åhlberg, ex hockeista su ghiaccio svedese
- 1948 - Jesper Christensen, attore danese
- 1948 - Vlade Đurović, ex cestista e allenatore di pallacanestro serbo
- 1948 - Enrico Fumia, designer italiano
- 1948 - Jim Langer, giocatore di football americano statunitense († 2019)
- 1948 - Adrian Legg, chitarrista britannico
- 1948 - Ivana Pellegatti, politica italiana
- 1948 - Domenico Sorrentino, arcivescovo cattolico italiano
- 1948 - Gustaaf Van Roosbroeck, ex ciclista su strada belga
- 1949 - Gilles Bertould, ex velocista francese
- 1949 - Agostino Catalano, poliziotto italiano († 1992)
- 1949 - Ferruccio Furlanetto, basso italiano
- 1949 - Itamar Marzel, ex cestista israeliano
- 1949 - Haig Oundjian, ex pattinatore artistico su ghiaccio britannico
- 1949 - Herbert Rittberger, pilota motociclistico tedesco
- 1950 - Georg Bednorz, fisico tedesco
- 1950 - Ernesto Caffo, psichiatra, scrittore e attivista italiano
- 1950 - Daniele Faraggiana, ex multiplista italiano
- 1950 - Will Gollop, ex pilota di rally britannico
- 1950 - Risto Hurme, ex pentatleta e schermidore finlandese
- 1950 - Carlo Pistarino, attore, cabarettista e autore televisivo italiano
- 1950 - Andrew Rippin, islamista canadese († 2016)
- 1950 - Peter Risi, calciatore svizzero († 2010)
- 1951 - Ibrahima Ba Eusebio, ex calciatore senegalese
- 1951 - Claudio Baglioni, cantautore, musicista e compositore italiano
- 1951 - Alberto Camerini, cantautore e chitarrista italiano
- 1951 - Walter Fornasa, psicologo e pedagogista italiano († 2013)
- 1951 - Unshō Ishizuka, attore e doppiatore giapponese († 2018)
- 1951 - Alireza Khorshidi, ex calciatore iraniano
- 1951 - Christian Lacroix, stilista francese
- 1951 - Jonathan Richman, cantante e musicista statunitense
- 1951 - Emmanuel Todd, storico, sociologo e antropologo francese
- 1952 - Eva Avossa, politica italiana
- 1952 - Chris Browne, fumettista statunitense († 2023)
- 1952 - Sorj Chalandon, scrittore e giornalista francese
- 1952 - Mauro Di Vincenzo, allenatore di pallacanestro italiano
- 1952 - Patrick Mauriès, scrittore, curatore editoriale e collezionista d'arte francese
- 1952 - Magdalena Wunderlich, ex canoista tedesca
- 1953 - Luis Javier Argüello García, arcivescovo cattolico spagnolo
- 1953 - Pierce Brosnan, attore e produttore cinematografico irlandese
- 1953 - Sergio Gentili, politico italiano
- 1953 - Daniela Mazzuconi, politica italiana
- 1953 - Peter Onorati, attore statunitense
- 1953 - Battista Paganelli, ex canottiere italiano
- 1953 - Richard Page, musicista e compositore statunitense
- 1953 - Werner Sobek, ingegnere e architetto tedesco
- 1953 - Kitanoumi Toshimitsu, lottatore di sumo giapponese († 2015)
- 1954 - Sasà Capobianco, disc jockey e direttore artistico italiano
- 1954 - Dwight Evans, politico statunitense
- 1954 - Vicente Gil, ex cestista spagnolo
- 1954 - Daniel Goossens, fumettista francese
- 1954 - Dag Holmen-Jensen, ex saltatore con gli sci norvegese
- 1954 - Joseph Polchinski, fisico statunitense († 2018)
- 1954 - Luigi Savina, poliziotto, prefetto e dirigente pubblico italiano
- 1954 - Rajiva Wijesinha, scrittore cingalese
- 1954 - Dafydd Williams, ex astronauta e medico canadese
- 1955 - Irene Clarin, attrice tedesca
- 1955 - Claudio Garella, calciatore, allenatore di calcio e dirigente sportivo italiano († 2022)
- 1955 - Essie Hollis, ex cestista statunitense
- 1955 - Olga Korbut, ex ginnasta sovietica
- 1955 - Jack Morris, ex giocatore di baseball statunitense
- 1955 - Gérard Moss, aviatore, ambientalista e esploratore britannico († 2022)
- 1955 - Hazel O'Connor, cantante e attrice britannica
- 1955 - Richard Phillips, comandante marittimo e scrittore statunitense
- 1955 - Fabrizio Tabaton, ex pilota di rally italiano
- 1955 - Charles B. Wessler, produttore cinematografico e sceneggiatore statunitense
- 1955 - Debra Winger, attrice statunitense
- 1955 - Yang Yumin, ex calciatore cinese
- 1956 - Serhij Andrjejev, ex calciatore e allenatore di calcio sovietico
- 1956 - Carmelo Bagnato, allenatore di calcio e ex calciatore italiano
- 1956 - Keith Butler, ex giocatore di football americano e allenatore di football americano statunitense
- 1956 - Paolo Caruso, percussionista italiano
- 1956 - Carl Kilpatrick, ex cestista statunitense
- 1956 - Antonella Morea, attrice, cantante e regista teatrale italiana
- 1956 - Alexandra Wong, attivista cinese
- 1956 - Sandra Zampa, giornalista e politica italiana
- 1957 - Joan Benoit, ex maratoneta statunitense
- 1957 - Giuseppe M. Gaudino, regista, scenografo e sceneggiatore italiano
- 1957 - Maurizio Glielmo, chitarrista italiano
- 1957 - Thomas Hirschhorn, artista svizzero
- 1957 - Maja Kutleša, ex cestista jugoslava
- 1957 - Antonio Maceda, ex calciatore e allenatore di calcio spagnolo
- 1957 - Giovanni Negri, imprenditore, politico e scrittore italiano
- 1957 - Adriana-Doina Pană, politica rumena
- 1957 - Jurij Julianovič Ševčuk, cantante e chitarrista russo
- 1957 - Bob Suter, hockeista su ghiaccio statunitense († 2014)
- 1958 - Tab Baldwin, allenatore di pallacanestro statunitense
- 1958 - Laurie Bartram, attrice statunitense († 2007)
- 1958 - Galliano Ciliberti, musicologo italiano
- 1958 - Donald Fullilove, attore e doppiatore statunitense
- 1958 - Glenn Gregory, cantante, musicista e tastierista britannico
- 1958 - Éric Lombard, imprenditore e politico francese
- 1958 - Valerij Petrakov, allenatore di calcio e ex calciatore sovietico
- 1958 - Bruno Praticò, basso-baritono italiano
- 1958 - Susanna Rigacci, soprano svedese
- 1959 - Annamaria Bernabè, ex calciatrice italiana
- 1959 - Gabriele Bongiorni, allenatore di calcio e ex calciatore italiano
- 1959 - Charles Bradley, ex cestista e allenatore di pallacanestro statunitense
- 1959 - Paul Clarkson, attore teatrale inglese
- 1959 - Marisa Cosío, ex cestista peruviana
- 1959 - Andrew Litton, direttore d'orchestra statunitense
- 1959 - Martin Pado, politico slovacco
- 1959 - Luis Reyna, ex calciatore peruviano
- 1959 - Nunzia Schiano, attrice italiana
- 1959 - Mare Winningham, attrice e cantautrice statunitense
- 1960 - Francesca Archibugi, regista e sceneggiatrice italiana
- 1960 - Petre Becheru, ex sollevatore rumeno
- 1960 - Chester Brown, fumettista canadese
- 1960 - R.C. Buford, allenatore di pallacanestro e dirigente sportivo statunitense
- 1960 - Mikkjal Danielsen, ex calciatore faroese
- 1960 - Joe Dawson, ex cestista statunitense
- 1960 - Jelle Esveldt, ex cestista olandese
- 1960 - Fiorello, showman, comico e cabarettista italiano
- 1960 - Steve New, chitarrista inglese († 2010)
- 1960 - Nikollë Nikprelaj, cantante e musicista albanese
- 1960 - Bruce Norris, drammaturgo e attore statunitense
- 1960 - Rita Rusić, produttrice cinematografica e attrice jugoslava
- 1960 - Kari Uglem, ex fondista norvegese
- 1961 - Paolo Capodacqua, chitarrista italiano
- 1961 - Solveig Dommartin, attrice e regista francese († 2007)
- 1961 - The Godfather, ex wrestler statunitense
- 1961 - Kevin McDonald, attore e doppiatore canadese
- 1961 - Jean Hanff Korelitz, scrittrice statunitense
- 1961 - Félix Rivera, cestista portoricano († 2021)
- 1961 - Jeannette Rodríguez Delgado, attrice venezuelana
- 1961 - Rusiate Rogoyawa, ex fondista figiano
- 1961 - Davide Tortorella, autore televisivo, paroliere e traduttore italiano
- 1962 - Paul Anastas, chimico statunitense
- 1962 - Chen Chi-Hsin, ex giocatore di baseball taiwanese
- 1962 - Tommaso Colamaria, allenatore di hockey su pista e ex hockeista su pista italiano
- 1962 - Nuria González, attrice e conduttrice televisiva spagnola
- 1962 - Samuel Labarthe, attore e doppiatore svizzero
- 1962 - Michele Marziani, scrittore e giornalista italiano
- 1962 - Helga Radtke, ex lunghista e triplista tedesca
- 1962 - Carmela Schmidt, ex nuotatrice tedesca orientale
- 1963 - Naçer Bouiche, ex calciatore algerino
- 1963 - Rich Gaspari, ex culturista e imprenditore statunitense
- 1963 - Lucio Laganà, ex cestista italiano
- 1963 - Marina Massironi, attrice, cabarettista e doppiatrice italiana
- 1963 - Margrit Rieben, musicista svizzera
- 1963 - Tiziano Scarpa, romanziere, drammaturgo e poeta italiano
- 1963 - Muxtar Äblyazov, imprenditore e politico kazako
- 1964 - Antonio De Vitis, dirigente sportivo, allenatore di calcio e ex calciatore italiano
- 1964 - Peter Fieber, ex calciatore cecoslovacco
- 1964 - Rebecca Front, attrice, scrittrice e comica britannica
- 1964 - Jeong Myeong-hui, ex cestista sudcoreana
- 1964 - Niklas Lindqvist, ex sciatore alpino svedese
- 1964 - John Salley, ex cestista, attivista e imprenditore statunitense
- 1964 - Massimo Sbaragli, ex cestista italiano
- 1964 - Gloria Sirabella, attrice italiana
- 1964 - Luigi Voltattorni, allenatore di calcio e ex calciatore italiano
- 1964 - Kobus Wiese, ex rugbista a 15 e imprenditore sudafricano
- 1965 - Birgitta Bengtsson, velista svedese
- 1965 - Stefano Ciucci, allenatore di calcio e ex calciatore italiano
- 1965 - Rodica Dunca, ex ginnasta rumena
- 1965 - Massimo Faraò, pianista italiano
- 1965 - Thomas Gill, ex calciatore norvegese
- 1965 - Krist Novoselic, bassista statunitense
- 1965 - Vincent Regan, attore gallese
- 1965 - Gerardo Reinoso, ex calciatore argentino
- 1965 - Jason, disegnatore e sceneggiatore norvegese
- 1965 - Eldo Yoshimizu, artista, scultore e fumettista giapponese
- 1966 - Giuseppe Ferazzoli, allenatore di calcio e ex calciatore italiano
- 1966 - Giovanni Guzzetta, giurista italiano
- 1966 - Janet Jackson, cantautrice, ballerina e attrice statunitense
- 1966 - Ice One, produttore discografico, rapper e disc jockey italiano
- 1966 - Brad Silverman, attore statunitense
- 1966 - Giovanni Soldini, velista italiano
- 1966 - Richard Stannard, paroliere e produttore discografico britannico
- 1966 - Thurman Thomas, ex giocatore di football americano statunitense
- 1967 - Flavio Albanese, attore e regista teatrale italiano
- 1967 - Carla Barbarino, ex ostacolista e velocista italiana
- 1967 - Luboš Buchta, ex fondista ceco
- 1967 - Dharmesh Darshan, regista e sceneggiatore indiano
- 1967 - Chuck Garric, bassista statunitense
- 1967 - Steve Gordon, ex rugbista a 15 e allenatore di rugby a 15 neozelandese
- 1967 - Fōtīs Katsikarīs, allenatore di pallacanestro e ex cestista greco
- 1967 - Brían F. O'Byrne, attore irlandese
- 1967 - Peter Rasmussen, ex calciatore danese
- 1967 - Jon Schnepp, attore, regista e sceneggiatore statunitense († 2018)
- 1967 - Sammie Smith, ex giocatore di football americano statunitense
- 1967 - Yūki Takita, ex calciatore giapponese
- 1967 - Ramon Tikaram, attore e doppiatore britannico
- 1967 - Virgil Widrich, regista e artista austriaco
- 1968 - Matthieu Baumier, scrittore, saggista e romanziere francese
- 1968 - Scott Beattie, allenatore di hockey su ghiaccio, dirigente sportivo e ex hockeista su ghiaccio canadese
- 1968 - Maja Blagdan, cantante croata
- 1968 - Craig Connell, pilota motociclistico australiano
- 1968 - Niccolò Fabi, cantautore italiano
- 1968 - Filip Florian, scrittore e giornalista romeno
- 1968 - Judith Henry, attrice francese
- 1968 - Noemi Lung, ex nuotatrice rumena
- 1968 - Lennie Kristensen, ex ciclista su strada e mountain biker danese
- 1968 - Stephen Mangan, attore britannico
- 1968 - Ľuboš Micheľ, ex arbitro di calcio e politico slovacco
- 1968 - Diego Sabre, doppiatore italiano
- 1968 - Pier Giorgio Silvestrin, imprenditore e stilista italiano
- 1968 - Sergio Sánchez Hernández, ex atleta paralimpico spagnolo
- 1968 - Ralph Tresvant, cantante statunitense
- 1969 - Sergio Almaguer, allenatore di calcio e ex calciatore messicano
- 1969 - Tommaso Avati, sceneggiatore italiano
- 1969 - Ant Banks, rapper e produttore discografico statunitense
- 1969 - Henrik Berger, ex calciatore svedese
- 1969 - Yannick Bisson, attore canadese
- 1969 - David Boreanaz, attore e produttore televisivo statunitense
- 1969 - Ursula Buschhorn, attrice tedesca
- 1969 - Tucker Carlson, giornalista, personaggio televisivo e scrittore statunitense
- 1969 - Sylvia Gerasch, ex nuotatrice tedesca
- 1969 - Tracey Gold, attrice statunitense
- 1969 - Radovan Hromádko, ex calciatore ceco
- 1969 - Mark Jackson, ex ostacolista canadese
- 1969 - Kim Wan-sun, cantante sudcoreana
- 1969 - Marco Kurz, allenatore di calcio e ex calciatore tedesco
- 1969 - Gerri Lawlor, attrice e doppiatrice statunitense († 2019)
- 1969 - Steve Lewis, ex velocista statunitense
- 1969 - Massimiliano del Liechtenstein, principe e banchiere liechtensteinese
- 1969 - Daniele Manca, politico italiano
- 1969 - Ari-Pekka Nikkola, ex saltatore con gli sci finlandese
- 1970 - Anna Costanza Baldry, psicologa e criminologa italiana († 2019)
- 1970 - Alain Gaspoz, ex calciatore beninese
- 1970 - Oscar Girardi, ex arbitro di calcio italiano
- 1970 - Martin Gruber, attore tedesco
- 1970 - Roberto Jabali, ex tennista brasiliano
- 1970 - Marco Ligabue, cantautore e chitarrista italiano
- 1970 - István Pisont, allenatore di calcio e ex calciatore ungherese
- 1970 - Darío Ripoll, attore messicano
- 1970 - Gabriela Sabatini, ex tennista argentina
- 1970 - Catarina Sarmento e Castro, giurista e politica portoghese
- 1970 - Felisberto Teixeira, pilota motociclistico portoghese
- 1971 - Constantin Barbu, ex calciatore rumeno
- 1971 - José Oscar Flores, ex calciatore argentino
- 1971 - Rachel Goswell, cantautrice inglese
- 1972 - Special Ed, rapper statunitense
- 1972 - Christian Califano, ex rugbista a 15 francese
- 1972 - C.U.B.A. Cabbal, rapper italiano
- 1972 - Andrzej Duda, politico e avvocato polacco
- 1972 - Lorenzo Garzella, regista, sceneggiatore e produttore cinematografico italiano
- 1972 - Hideki Naganuma, compositore e disc jockey giapponese
- 1972 - John Osborn, tenore statunitense
- 1972 - Khary Payton, attore e doppiatore statunitense
- 1972 - Frank Strandli, ex calciatore e allenatore di calcio norvegese
- 1973 - Jason Acuña, conduttore televisivo e attore statunitense
- 1973 - Oļegs Blagonadeždins, ex calciatore lettone
- 1973 - Craig Brockman, produttore discografico statunitense
- 1973 - Corinne Cahen, politica e giornalista lussemburghese
- 1973 - Richard Dempsey, attore britannico
- 1973 - Patrik Fredriksson, ex tennista svedese
- 1973 - Alessandra Pescosta, ex snowboarder italiana
- 1973 - Tori Spelling, attrice statunitense
- 1973 - Kōsuke Toriumi, doppiatore giapponese
- 1973 - Thomas Waitz, politico austriaco
- 1974 - Marco Bonafaccia, attore italiano
- 1974 - Velimir Čarapina, giocatore di calcio a 5 croato
- 1974 - Sean Carrigan, attore statunitense
- 1974 - J.C. Cinel, cantautore e chitarrista italiano
- 1974 - Giorgio Corona, ex calciatore italiano
- 1974 - Arley Dinas, ex calciatore colombiano
- 1974 - Johanna Fateman, scrittrice, musicista e produttrice discografica statunitense
- 1974 - Joaquim Ferraz, ex calciatore portoghese
- 1974 - Irina Koržanenko, ex pesista russa
- 1974 - Nico Kuypers, ex ciclista su strada belga
- 1974 - Alex Macqueen, attore britannico
- 1974 - Mike Mogis, polistrumentista, compositore e produttore discografico statunitense
- 1974 - Giuliano Pasini, scrittore italiano
- 1974 - Laura Pausini, cantautrice e personaggio televisivo italiana
- 1974 - Adam Richman, attore e conduttore televisivo statunitense
- 1974 - Joel Rodríguez, tuffatore messicano
- 1974 - Sonny Sandoval, cantante e rapper statunitense
- 1974 - Gō Shiina, arrangiatore e compositore giapponese
- 1974 - Nenad Vukanić, pallanuotista serbo
- 1974 - Esther De Jong, modella olandese
- 1975 - Jean-Christophe Devaux, ex calciatore e allenatore di calcio francese
- 1975 - Yoshitaka Fujisaki, ex calciatore giapponese
- 1975 - Milan Fukal, ex calciatore ceco
- 1975 - John Jakopin, ex hockeista su ghiaccio canadese
- 1975 - Tony Kakko, cantante e tastierista finlandese
- 1975 - Simona Malato, attrice italiana
- 1975 - Khalid al-Mihdhar, terrorista saudita († 2001)
- 1975 - Erick Omar Torres, ex calciatore peruviano
- 1975 - Anna Volkova, sciatrice nordica russa
- 1975 - Simon Whitfield, triatleta canadese
- 1976 - Alessandro Farina, ex pallavolista italiano
- 1976 - LaMarr Greer, ex cestista statunitense
- 1976 - Alex Jensen, ex cestista e allenatore di pallacanestro statunitense
- 1976 - Václav Jílek, allenatore di calcio ceco
- 1976 - Lourdes Peláez, ex cestista spagnola
- 1976 - Zoran Roglić, ex calciatore croato
- 1976 - Yeyen Tumena, ex calciatore indonesiano
- 1976 - DJ Umek, disc jockey e produttore discografico sloveno
- 1976 - Ana Paula Valadão, cantautrice brasiliana
- 1976 - Redjuice, illustratore, character designer e musicista giapponese
- 1977 - Ronny Ackermann, ex combinatista nordico tedesco
- 1977 - Teresita Bramante, skeletonista, sollevatrice e ex bobbista italiana
- 1977 - Roberto Cocco, pugile e kickboxer italiano
- 1977 - Lynn Collins, attrice statunitense
- 1977 - A.J. Feeley, ex giocatore di football americano statunitense
- 1977 - Jean-Sébastien Giguère, ex hockeista su ghiaccio canadese
- 1977 - Asami Imai, doppiatrice giapponese
- 1977 - Melanie Lynskey, attrice neozelandese
- 1977 - Fernando Silva, ex calciatore spagnolo
- 1977 - Emilíana Torrini, cantautrice islandese
- 1977 - Dolcenera, cantautrice e polistrumentista italiana
- 1977 - Milivoje Vitakić, ex calciatore serbo
- 1977 - David Waterman, ex calciatore nordirlandese
- 1977 - Ján Šlahor, ex calciatore slovacco
- 1978 - Giuliano Covezzi, pilota motociclistico italiano
- 1978 - Eduardo César Gaspar, dirigente sportivo e ex calciatore brasiliano
- 1978 - Leonardo Gutiérrez, allenatore di pallacanestro e ex cestista argentino
- 1978 - Álvaro Novo, ex calciatore spagnolo
- 1978 - Shantia Owens, ex cestista statunitense
- 1978 - Dina Rae, cantante statunitense
- 1978 - Lionel Scaloni, allenatore di calcio e ex calciatore argentino
- 1978 - Jim Sturgess, attore britannico
- 1978 - Paolo Valeri, ex arbitro di calcio italiano
- 1978 - Carlos Wheeler, ex cestista statunitense
- 1978 - Okan Yılmaz, ex calciatore turco
- 1978 - Rupert Young, attore britannico
- 1978 - Ol'ga Zajceva, ex biatleta russa
- 1979 - Angelika Bachmann, ex tennista tedesca
- 1979 - Justin Bruening, attore e modello statunitense
- 1979 - Chen Ke, ex cestista cinese
- 1979 - Matko Kalinić, ex calciatore croato
- 1979 - Nikos Katsavakīs, ex calciatore greco
- 1979 - Matthias Kessler, ex ciclista su strada tedesco
- 1979 - McKenzie Lee, attrice pornografica britannica
- 1979 - Kevin Light, canottiere canadese
- 1979 - Jessica Morris, attrice, sceneggiatrice e produttrice cinematografica statunitense
- 1979 - Barbara Nedeljáková, attrice slovacca
- 1979 - Patrick Nora, ex giocatore di calcio a 5 brasiliano
- 1979 - Ubaldo Pagano, politico italiano
- 1979 - Domenico Ricatti, maratoneta e mezzofondista italiano
- 1979 - Sergio Roitman, ex tennista argentino
- 1979 - Brian Viglione, batterista statunitense
- 1979 - Kaila Yu, modella e cantante taiwanese
- 1980 - Mikel Alonso, ex calciatore spagnolo
- 1980 - Anelis Assumpção, cantautrice e compositrice brasiliana
- 1980 - Daniele Corti, ex calciatore italiano
- 1980 - Simon Gerrans, ex ciclista su strada australiano
- 1980 - Yaniv Green, ex cestista israeliano
- 1980 - Matt Koalska, ex hockeista su ghiaccio statunitense
- 1980 - Nuria Llagostera Vives, ex tennista spagnola
- 1980 - Vadym Mel'nyk, ex calciatore ucraino
- 1980 - Jens Spahn, politico tedesco
- 1980 - Marta Tomasa Worner, attrice, ballerina e coreografa spagnola
- 1981 - Pia Borgen, ex sciatrice alpina norvegese
- 1981 - Schalk Brits, ex rugbista a 15 sudafricano
- 1981 - Ricardo Costa, allenatore di calcio e ex calciatore portoghese
- 1981 - Manlio Di Stefano, politico italiano
- 1981 - Eninho, ex calciatore brasiliano
- 1981 - Chiara Gribaudo, politica italiana
- 1981 - Thiago Kosloski, allenatore di calcio e ex calciatore brasiliano
- 1981 - Joseph Morgan, attore britannico
- 1981 - Marius Niculae, ex calciatore rumeno
- 1981 - Sergej Novickij, ex danzatore su ghiaccio russo
- 1981 - Pak In-chol, ex calciatore nordcoreano
- 1981 - Pak Yong-chol, ex calciatore nordcoreano
- 1981 - Taavi Rähn, ex calciatore estone
- 1981 - Laine Selwyn, ex cestista statunitense
- 1981 - Yazid Kaïssi, ex calciatore marocchino
- 1981 - Rafael Tesser, ex calciatore brasiliano
- 1981 - Marcus Tubbs, ex giocatore di football americano statunitense
- 1982 - Rimi Beqiri, attore albanese
- 1982 - Masaki Chūgo, allenatore di calcio e ex calciatore giapponese
- 1982 - Billy Crawford, cantante e attore statunitense
- 1982 - Mounir Diane, ex calciatore marocchino
- 1982 - Patrycja Gulak, ex cestista polacca
- 1982 - Jaime Hammer, modella statunitense
- 1982 - Ju Ji-hoon, attore sudcoreano
- 1982 - Cyrus Kataron, ex mezzofondista e maratoneta keniota
- 1982 - Łukasz Kubot, tennista polacco
- 1982 - Hanna Mariën, velocista e bobbista belga
- 1982 - Dan Murray, ex calciatore inglese
- 1982 - Tiya Sircar, attrice statunitense
- 1982 - Clément Turpin, arbitro di calcio francese
- 1983 - Nancy Ajram, cantante e attrice libanese
- 1983 - Steffanie Blackmon, ex cestista statunitense
- 1983 - Garmiani, disc jockey, cantante e produttore discografico svedese
- 1983 - Lorenzo Gordon, ex cestista statunitense
- 1983 - Ellis Hobbs, giocatore di football americano statunitense
- 1983 - Mindaugas Katelynas, ex cestista lituano
- 1983 - Espen Minde, calciatore norvegese
- 1983 - Simran Singh Shergill, giocatore di polo indiano
- 1983 - Lexxi Tyler, ex attrice pornografica statunitense
- 1983 - Kevin Vandenbergh, calciatore belga
- 1983 - Giulio Wilson, cantautore e musicista italiano
- 1984 - Osama Al-Muwallad, ex calciatore saudita
- 1984 - Noel Barrionuevo, hockeista su prato argentina
- 1984 - Darío Cvitanich, ex calciatore argentino
- 1984 - Quincy Douby, ex cestista statunitense
- 1984 - Darren Elkins, artista marziale misto statunitense
- 1984 - EVO-K, produttrice discografica, musicista e disc jockey italiana
- 1984 - James Fauntleroy, cantante, paroliere e produttore discografico statunitense
- 1984 - Jhon Kennedy Hurtado, ex calciatore colombiano
- 1984 - Issey Nakajima-Farran, ex calciatore canadese
- 1984 - T.J. Parker, ex cestista e allenatore di pallacanestro francese
- 1984 - Michele Petracci, canottiere e dirigente sportivo italiano
- 1984 - Rick Rypien, hockeista su ghiaccio canadese († 2011)
- 1984 - Soso Tamarau, lottatore nigeriano
- 1985 - Mike Bennett, wrestler statunitense
- 1985 - Saúl Blanco, ex cestista spagnolo
- 1985 - Carlos Castrillo, calciatore guatemalteco
- 1985 - Florin Costea, ex calciatore rumeno
- 1985 - Elias Mendes Trindade, ex calciatore brasiliano
- 1985 - Gary Go, cantautore, musicista e compositore britannico
- 1985 - Andrew Keenan-Bolger, attore e cantante statunitense
- 1985 - Claude Maka Kum, calciatore camerunese
- 1985 - Anja Mittag, ex calciatrice tedesca
- 1985 - Tadayoshi Okura, cantante, attore e modello giapponese
- 1985 - Henrique Pacheco Lima, ex calciatore brasiliano
- 1985 - Corey Perry, hockeista su ghiaccio canadese
- 1985 - Stanislav Janevski, attore bulgaro
- 1985 - Ayana Sakai, attrice giapponese
- 1985 - Hiziel de Souza Soares, ex calciatore brasiliano
- 1985 - Minoru Suganuma, ex calciatore giapponese
- 1985 - Kazuhito Tanaka, ex ginnasta giapponese
- 1985 - Matias Vitkieviez, ex calciatore uruguaiano
- 1985 - Julia Voth, modella e attrice canadese
- 1985 - Ricardo Jesus, ex calciatore brasiliano
- 1986 - Daryna Apanaščenko, calciatrice ucraina
- 1986 - Eleni Artymata, velocista cipriota
- 1986 - Dieudonné Basil, lottatore ciadiano
- 1986 - José Bravo Viloria, ex cestista venezuelano
- 1986 - Matías Cabrera, ex calciatore uruguaiano
- 1986 - Fernando Carralero, ex calciatore spagnolo
- 1986 - Paul Carroll, pallavolista australiano
- 1986 - Oskar Deecke, hockeista su prato tedesco
- 1986 - Kadidia Diawara, ex calciatrice maliana
- 1986 - Karla Echenique, pallavolista dominicana
- 1986 - Megan Fox, attrice e modella statunitense
- 1986 - Antonio Gonzales, ex calciatore peruviano
- 1986 - Héctor González Baeza, ciclista su strada spagnolo
- 1986 - Alexandru Sergiu Grosu, ex calciatore moldavo
- 1986 - Uche Kalu, ex calciatore nigeriano
- 1986 - Andy Keogh, ex calciatore irlandese
- 1986 - Guilherme Kuromoto, giocatore di calcio a 5 brasiliano
- 1986 - Kevin Lisch, ex cestista e allenatore di pallacanestro statunitense
- 1986 - Julija Musichina, ballerina e insegnante russa
- 1986 - Ali Nasser, ex calciatore qatariota
- 1986 - Irving Pérez, triatleta messicano
- 1986 - Drew Roy, attore statunitense
- 1986 - Shamcey Supsup, modella filippina
- 1986 - Scott VanderMeer, ex cestista statunitense
- 1986 - Ángel Velasco Marugán, giocatore di calcio a 5 spagnolo
- 1986 - Vinicius Oliveira Franco, ex calciatore brasiliano
- 1986 - Jonathan Wallace, ex cestista statunitense
- 1986 - Jacob Zachar, attore statunitense
- 1987 - Khaled Al-Zylaeei, calciatore saudita († 2022)
- 1987 - Can Bonomo, cantante e conduttore radiofonico turco
- 1987 - Afonso Carson, ex calciatore est-timorese
- 1987 - Olena Chomrova, schermitrice ucraina
- 1987 - Sharaud Curry, cestista statunitense
- 1987 - Robyn Decker, calciatrice statunitense
- 1987 - Cătălin Dedu, ex calciatore rumeno
- 1987 - Carlos Fidalgo, pallavolista portoghese
- 1987 - Jordi Figueras, ex calciatore spagnolo
- 1987 - Marcio Lassiter, cestista statunitense
- 1987 - Victoria Mas, scrittrice francese
- 1987 - Denys Molčanov, tennista moldavo
- 1987 - Shunsuke Nagasaki, ginnasta giapponese
- 1987 - Artak Òseyan, ex calciatore e allenatore di calcio armeno
- 1987 - Jana Julie Schölermann, attrice e doppiatrice tedesca
- 1987 - Bernardo Sousa, pilota di rally portoghese
- 1987 - Wu Peng, ex nuotatore cinese
- 1988 - Matías Benítez, rugbista a 15 uruguaiano
- 1988 - Jermaine Fowler, attore e comico statunitense
- 1988 - Martynas Gecevičius, cestista lituano
- 1988 - Rafiq Hüseynov, lottatore azero
- 1988 - Anton Kaniboloc'kyj, ex calciatore ucraino
- 1988 - Vicky Kaushal, attore indiano
- 1988 - Nate Potter, giocatore di football americano statunitense
- 1988 - Atousa Pourkashiyan, scacchista iraniana
- 1988 - Behati Prinsloo, supermodella namibiana
- 1989 - Dwight Bentley, ex giocatore di football americano statunitense
- 1989 - Kelley Cain, cestista statunitense
- 1989 - Vaidas Čepukaitis, cestista lituano
- 1989 - Marcel Correia, ex calciatore portoghese
- 1989 - Randy Culpepper, cestista statunitense
- 1989 - Cristian Díaz, calciatore argentino
- 1989 - Ilias Fifa, mezzofondista marocchino
- 1989 - Markus Gander, ex hockeista su ghiaccio italiano
- 1989 - Jang Beom-june, cantautore, personaggio televisivo e attore sudcoreano
- 1989 - Jan Javůrek, calciatore ceco
- 1989 - Oljas Kerimjanov, calciatore kazako
- 1989 - Mathew Kisorio, maratoneta e mezzofondista keniota
- 1989 - Artem Kyčak, calciatore ucraino
- 1989 - Fabio Sciacca, calciatore e giocatore di beach soccer italiano
- 1989 - Betül Cemre Yıldız, scacchista e avvocato turca
- 1989 - Felipe Augusto de Almeida Monteiro, ex calciatore brasiliano
- 1990 - Deniz Akdeniz, attore australiano
- 1990 - Thomas Brodie-Sangster, attore britannico
- 1990 - Amanda Carreras, tennista britannica
- 1990 - Maxime Chevalier, ex ciclista su strada francese
- 1990 - Federica Di Sarra, tennista italiana
- 1990 - Bjarki Már Elísson, pallamanista islandese
- 1990 - Enrique González Casín, calciatore spagnolo
- 1990 - Charley Hughlett, giocatore di football americano statunitense
- 1990 - Marc John Jefferies, attore e doppiatore statunitense
- 1990 - Omari Johnson, ex cestista giamaicano
- 1990 - Ognjen Kuzmić, cestista serbo
- 1990 - Mickaël Le Bihan, calciatore francese
- 1990 - Rasmus Lindkvist, calciatore svedese
- 1990 - Viktor Maier, calciatore kirghiso
- 1990 - Gizem Memiç, modella turca
- 1990 - Alberto Perea Correoso, calciatore spagnolo
- 1990 - Willie Reed, cestista statunitense
- 1990 - Gianfranco Terrin, attore italiano
- 1990 - Cecilia Zublena, rugbista a 15 italiana
- 1991 - Amido Baldé, ex calciatore guineense
- 1991 - Grigor Dimitrov, tennista bulgaro
- 1991 - Ricardo Fischer, cestista brasiliano
- 1991 - Gueïda Fofana, allenatore di calcio e ex calciatore francese
- 1991 - Getterson, calciatore brasiliano
- 1991 - Francisco Hyun-sol Kim, calciatore brasiliano
- 1991 - Michael McBroom, ex nuotatore statunitense
- 1991 - Matias Møvik, calciatore e giocatore di calcio a 5 norvegese
- 1991 - Octavian Onofrei, calciatore moldavo
- 1991 - Guzmán Pereira, calciatore uruguaiano
- 1991 - Raphaël Quenard, attore francese
- 1991 - Isaiah Rashad, rapper statunitense
- 1991 - Susannah Scaroni, atleta paralimpica statunitense
- 1991 - Sebastiano Thei, pallavolista italiano
- 1991 - Ashley Wagner, ex pattinatrice artistica su ghiaccio statunitense
- 1991 - Tristan Walker, ex slittinista canadese
- 1991 - Eglė Šikšniūtė, cestista lituana
- 1992 - Kervens Belfort, calciatore haitiano
- 1992 - José Reynaldo Bencosme de Leon, ostacolista italiano
- 1992 - Sixto Betancourt, calciatore guatemalteco
- 1992 - Andrew Bevin, calciatore neozelandese
- 1992 - Kaleigh Gilchrist, pallanuotista statunitense
- 1992 - Matías Jadue, ex calciatore cileno
- 1992 - Nadir Minotti, calciatore italiano
- 1992 - Hayato Nakama, calciatore giapponese
- 1992 - Valter Poġosyan, ex calciatore armeno
- 1992 - Carlos Robles, calciatore colombiano
- 1992 - Jeff Skinner, hockeista su ghiaccio canadese
- 1992 - Kenneth Viglianisi, cestista italiano
- 1992 - Richard van der Venne, calciatore olandese
- 1993 - Johannes Thingnes Bø, ex biatleta norvegese
- 1993 - Gale, cantautrice e compositrice portoricana
- 1993 - Ricardo Esgaio, calciatore portoghese
- 1993 - Nungira Hanwutinanon, attrice thailandese
- 1993 - IU, cantautrice e attrice sudcoreana
- 1993 - Cedric Kuakumensah, ex cestista togolese
- 1993 - Karol Mets, calciatore estone
- 1993 - Atticus Mitchell, attore canadese
- 1993 - Willian Osmar de Oliveira Silva, calciatore brasiliano
- 1994 - Hêndrio Araújo, calciatore brasiliano
- 1994 - Arthur Guilherme, giocatore di calcio a 5 brasiliano
- 1994 - Travis Bennett, attore statunitense
- 1994 - Anthony Biekman, ex calciatore olandese
- 1994 - José Carlos Cracco Neto, calciatore brasiliano
- 1994 - Ádám Fekete, canoista ungherese
- 1994 - Ángel González, calciatore argentino
- 1994 - Kamu Grugier-Hill, giocatore di football americano statunitense
- 1994 - Selim Gündüz, calciatore tedesco
- 1994 - Miles Heizer, attore e musicista statunitense
- 1994 - Paulina Hersler, cestista svedese
- 1994 - Jin Yang, pattinatore artistico su ghiaccio cinese
- 1994 - Šarabutdin Magomedov, artista marziale misto e thaiboxer russo
- 1994 - Merthan Mutlu, cestista turco
- 1994 - Omos, wrestler nigeriano
- 1994 - Maksim Osipenko, calciatore russo
- 1994 - Felipe Paradynski, giocatore di calcio a 5 brasiliano
- 1994 - Bryan Rabello, calciatore cileno
- 1994 - Stefan Rogentin, sciatore alpino svizzero
- 1994 - Jason Rüesch, fondista svizzero
- 1994 - Péter Sebestyén, pilota motociclistico ungherese
- 1994 - Anthony Turgis, ciclista su strada e ciclocrossista francese
- 1994 - Kathinka von Deichmann, tennista liechtensteinese
- 1995 - Emiliano Amor, calciatore argentino
- 1995 - Danilo Arboleda, calciatore colombiano
- 1995 - Halimatu Ayinde, calciatrice nigeriana
- 1995 - Giorgia Campana, ex ginnasta italiana
- 1995 - Marco Delgado, calciatore statunitense
- 1995 - Haval, rapper svedese
- 1995 - Konstantin Kiselëv, pallanuotista russo
- 1995 - Tanguy Le Calvé, goista francese
- 1995 - Márcio Augusto da Silva Barbosa, calciatore brasiliano
- 1995 - Mirko Marić, calciatore croato
- 1995 - Leevi Mutru, combinatista nordico finlandese
- 1995 - Jardel Nazaré, ex calciatore saotomense
- 1995 - Fazlay Rabbi, calciatore bangladese
- 1996 - Josh Allen, giocatore di football americano statunitense
- 1996 - Márcio Almeida de Oliveira, calciatore brasiliano
- 1996 - Louisa Chirico, tennista statunitense
- 1996 - Benjamin Demir, calciatore macedone
- 1996 - Huang Huidan, ginnasta cinese
- 1996 - Lucas Kal, calciatore brasiliano
- 1996 - José Mauri, calciatore argentino
- 1996 - Gardner Minshew, giocatore di football americano statunitense
- 1996 - Giacomo Perini, canottiere italiano
- 1996 - Florian Rieder, calciatore austriaco
- 1996 - Leicy Santos, calciatrice colombiana
- 1996 - Alex Valera, calciatore peruviano
- 1996 - Charvarius Ward, giocatore di football americano statunitense
- 1997 - Ugo Amadi, giocatore di football americano statunitense
- 1997 - Terence Davis, cestista statunitense
- 1997 - Natalie Hauswirth, ex sciatrice alpina svizzera
- 1997 - Jeong Tae-wook, calciatore sudcoreano
- 1997 - Maboundou Koné, velocista ivoriana
- 1997 - Roberto Micheli, pentatleta italiano
- 1997 - Kamal Miller, calciatore canadese
- 1997 - Martin Remacle, calciatore belga
- 1997 - DrefGold, rapper italiano
- 1997 - Fahd al-Rashidi, calciatore saudita
- 1998 - Samu Alanko, calciatore finlandese
- 1998 - Cecily Decker, ex sciatrice alpina statunitense
- 1998 - Valentina Gagliardi, giocatrice di calcio a 5 e calciatrice italiana
- 1998 - Daelin Hayes, giocatore di football americano statunitense
- 1998 - Nicolás Rossi, calciatore uruguaiano
- 1998 - Jeancarlo Vargas, calciatore honduregno
- 1998 - Ariel Waller, attrice canadese
- 1999 - Johao Chávez, calciatore ecuadoriano
- 1999 - Francisco Contreras, calciatore messicano
- 1999 - Adama Fofana, calciatore burkinabé
- 1999 - Patrik Hellebrand, calciatore ceco
- 1999 - Jordi Mboula, calciatore spagnolo
- 1999 - Jurij Rodionov, tennista austriaco
- 1999 - Rin Usami, scrittrice giapponese
- 2000 - Matt Araiza, giocatore di football americano statunitense
- 2000 - Theo Evan, cantautore, ballerino e attore cipriota
- 2000 - Omri Gandelman, calciatore israeliano
- 2000 - Dean Huiberts, calciatore olandese
- 2000 - Javontae Jean-Baptiste, giocatore di football americano statunitense
- 2000 - Karim Mané, cestista senegalese
- 2000 - Majid Rashid, calciatore emiratino
- 2000 - Rodri, calciatore spagnolo
- 2000 - Gabriele Ruiu, pilota motociclistico italiano
- 2000 - Ben Sims, giocatore di football americano statunitense

## XXI secolo(32)
- 2001 - Celina Degen, calciatrice austriaca
- 2001 - Lorenzo Deri, cestista italiano
- 2001 - Broderick Jones, giocatore di football americano statunitense
- 2001 - Katra Komar, saltatrice con gli sci slovena
- 2001 - Marc Nielsen, calciatore danese
- 2001 - Ryūya Nishio, calciatore giapponese
- 2001 - Stephen Varney, rugbista a 15 italiano
- 2002 - Agustín Alaníz, calciatore uruguaiano
- 2002 - Tomás Araújo, calciatore portoghese
- 2002 - Edoardo Bove, calciatore italiano
- 2002 - Brem Deman, ciclista su strada e pistard belga
- 2002 - Mohammed Fuseini, calciatore ghanese
- 2002 - Ryan Gravenberch, calciatore olandese
- 2002 - Lili Iskandar, calciatrice libanese
- 2002 - Quentin Merlin, calciatore francese
- 2002 - Sebastian Nanasi, calciatore svedese
- 2002 - Dango Ouattara, calciatore burkinabè
- 2002 - Kiliann Sildillia, calciatore francese
- 2002 - Geralb Smajli, calciatore albanese
- 2002 - Kenneth Taylor, calciatore olandese
- 2002 - Zoe Zimmermann, sciatrice alpina statunitense
- 2003 - Matija Belić, cestista serbo
- 2003 - Loïs Boisson, tennista francese
- 2003 - Sadik Fofana, calciatore togolese
- 2003 - Victor Lindgren, tiratore a segno svedese
- 2003 - Otto Rosengren, calciatore svedese
- 2004 - Alessia Macchi, nuotatrice artistica italiana
- 2004 - Kyrylo Sihejev, calciatore ucraino
- 2005 - El Chadaille Bitshiabu, calciatore francese
- 2005 - Lee Woo-jin, pallavolista sudcoreano
- 2006 - Neta Rubichek, nuotatrice artistica israeliana
- 2007 - Marc'Andria Maurizzi, scacchista francese

## Senza anno specificato(1)
- Erin Doom, scrittrice italiana